# NGC 545
NGC 545 ist eine elliptische Galaxie vom Hubble-Typ E/S0 im Sternbild Walfisch südlich des Himmelsäquators. Sie ist schätzungsweise 241 Millionen Lichtjahre von der Milchstraße entfernt und hat einen Durchmesser von etwa 185.000 Lj. Sie ist das hellste Mitglied des Galaxienhaufens Abell 194. Gemeinsam mit NGC 547 bildet sie das Galaxienpaar Arp 308 oder KPG 32.
Halton Arp gliederte seinen Katalog ungewöhnlicher Galaxien nach rein morphologischen Kriterien in Gruppen. Dieses Galaxienpaar gehört zu der Klasse Unklassifizierte Doppelgalaxien.
Im selben Himmelsareal befinden sich u. a. die Galaxien NGC 535, NGC 541, NGC 543, NGC 548. 
Das Objekt wurde am 1. Oktober 1785 von dem deutsch-britischen Astronomen Wilhelm Herschel entdeckt.